# Zach Bostrom
Zachary 'Zach' Bostrom (Los Angeles, 15 januari 1981) is een Amerikaans acteur. 

## Biografie
Bostrom begon in 1986 met acteren als jeugdacteur in de televisieserie Fame. Hierna heeft hij nog meerdere rollen gespeeld in televisieseries en films. Hij is het meest bekend met zijn rol als Ernie Henderson in de televisieserie Harry and the Hendersons waarin hij in tweeënzeventig afleveringen speelde (1991-1993). 

## Prijzen[1]
- 1994 Young Artist Awards in de categorie Beste Jonge Komiek met de televisieserie Harry and the Hendersons – genomineerd.
- 1993 Young Artist Awards in de categorie Beste Jonge Acteur in een Televisieserie met de televisieserie Harry and the Hendersons – genomineerd.
- 1993 Young Artist Awards in de categorie Beste Jonge Voice-Over in een Animatieserie of film met de film Timmy's Gift: Precious Moments Christmas – genomineerd.
- 1992 Young Artist Awards in de categorie Beste Jonge Acteur in een Televisieserie met de televisieserie Harry and the Hendersons – gewonnen.

## Filmografie[2]

### Films
Uitgezonderd korte films.
- 2003 7 Songs – als student assistent
- 2002 Night of the Wolf – als Jesse McNichol
- 2001 Power Ranges Time Force: Photo Finish – als Mich
- 2000 Dinosaur – als toegevoegde stem – animatiefilm
- 1999 Johnny Tsunami – als Brett
- 1995 Unstrong Heroes – als toegevoegde stem
- 1994 Armed and Innocent – als Davey
- 1994 Aliens for Breakfast – als Dorf
- 1991 Timmy's Gift: Precious Moments Christmas – als Timmy (stem) – animatiefilm
- 1990 Waiting for the Wind – als kleinzoon van R. Mitchum
- 1988 A Very Brady Christmas – als Kevin Brady
- 1988 The Secret Life of Katht McCormick – als jongen
- 1987 Dennis the Menace – als Peewee

### Televisieseries
Uitgezonderd eenmalige gastrollen.
- 2014 Necrolectric - als Cas - miniserie
- 1991 – 1993 Harry and the Hendersons – als Ernie Henderson – 72 afl.
- 1989 Full House – als Jimmy – 2 afl.